# Recopa Sul-Americana de 2010
A Recopa Sul-Americana de 2010 foi a 17.ª edição do torneio, disputada em dois jogos de ida e volta, entre o Estudiantes, vencedor da Copa Libertadores de 2009, e a LDU Quito, campeã da Copa Sul-Americana de 2009.

## Participantes
| Clube       | Cidade   | Classificação                                   | Participação |
| ----------- | -------- | ----------------------------------------------- | ------------ |
| Estudiantes | La Plata | Campeão da Copa Libertadores da América de 2009 | 1ª           |
| LDU         | Quito    | Campeão da Copa Sul-Americana de 2009           | 2ª           |

## Finais
1° jogo
| 25 de agosto de 2010 | LDU de Quito  | 2 – 1     | Estudiantes de La Plata | La Casa Blanca, Quito (Equador)                                                                 |
| 20:15 (UTC-5)        | Barcos 8' 17' | Relatório | Rojo 12'                | Árbitro: URU Roberto Silvera Auxiliares: URU Carlos Esteban Pastorino e URU Miguel Ángel Nievas |

|  | LDU de Quito | Estudiantes de La Plata |

| LDU DE QUITO: |    |                 |     |     |
|               |    |                 |     |     |
| G             | 22 | Domínguez       |     |     |
| Z             | 2  | Norberto Araujo |     |     |
| Z             | 6  | Guagua          | 81' |     |
| Z             | 14 | Calderón        |     |     |
| LD            | 13 | Reasco (C)      |     |     |
| V             | 15 | William Araujo  |     |     |
| V             | 5  | Urrutia         |     |     |
| M             | 10 | Lara            | 56' | 85' |
| A             | 19 | Salgueiro       | 30' | 65' |
| A             | 16 | Barcos          |     |     |
| Substituição: |    |                 |     |     |
| M             | 7  | Bolaños         |     | 65' |
| V             | 21 | Chila           |     | 81' |
| A             | 20 | Luna            |     | 85' |
| Treinador:    |    |                 |     |     |
| Edgardo Bauza |    |                 |     |     |

| ESTUDIANTES DE LA PLATA: |    |                    |     |         |
|                          |    |                    |     |         |
| G                        | 12 | Taborda            |     |         |
| LD                       | 17 | Federico Fernández |     |         |
| Z                        | 14 | Mercado            |     |         |
| Z                        | 16 | Ré                 | 76' |         |
| Z                        | 6  | Rojo               |     |         |
| LE                       | 3  | Roncaglia          |     |         |
| V                        | 11 | Verón (C)          |     |         |
| V                        | 22 | Braña              | 38' |         |
| M                        | 23 | Benitez            | 32' | 82'     |
| M                        | 7  | Pérez              |     |         |
| A                        | 20 | González           |     | 66'     |
| Substituição:            |    |                    |     |         |
| A                        | 21 | Auzqui             |     | 66'     |
| V                        | 5  | Sánchez            |     | 82' 90' |
| M                        | 13 | Hoyos              |     | 90'     |
| Treinador:               |    |                    |     |         |
| Alejandro Sabella        |    |                    |     |         |

2° jogo
| 8 de setembro de 2010 | Estudiantes de La Plata | 0 – 0 | LDU de Quito | José Luis Meiszner, Quilmes (Argentina)                                          |
| 21:15 (UTC-3)         |                         |       |              | Árbitro: BRA Carlos Simon Auxiliares: BRA Altermir Hausmann e BRA Roberto Braatz |

|  | Estudiantes de La Plata | LDU de Quito |

| ESTUDIANTES DE LA PLATA: |    |                    |     |     |
|                          |    |                    |     |     |
| G                        | 12 | Taborda            |     |     |
| LD                       | 17 | Federico Fernández |     |     |
| Z                        | 14 | Mercado            |     |     |
| Z                        | 16 | Ré                 |     | 84' |
| LE                       | 6  | Rojo               | 20' |     |
| V                        | 11 | Verón (C)          |     |     |
| V                        | 22 | Braña              |     |     |
| M                        | 23 | Benitez            |     | 70' |
| M                        | 7  | Pérez              |     |     |
| A                        | 20 | González           |     |     |
| A                        | 10 | Gastón Fernández   |     | 46' |
| Substituição:            |    |                    |     |     |
| A                        | 21 | Auzqui             |     | 46' |
| A                        | 8  | Pereyra            |     | 70' |
| Z                        | 19 | Peñalba            |     | 84' |
| Treinador:               |    |                    |     |     |
| Alejandro Sabella        |    |                    |     |     |

| LDU DE QUITO: |    |                 |     |         |
|               |    |                 |     |         |
| G             | 1  | Cevallos        | 63' |         |
| Z             | 2  | Norberto Araujo |     |         |
| Z             | 6  | Guagua          |     |         |
| Z             | 14 | Calderón        | 24' |         |
| LD            | 13 | Reasco (C)      |     |         |
| V             | 15 | William Araujo  | 10' | 92'     |
| V             | 5  | Urrutia         |     |         |
| M             | 4  | De la Cruz      |     |         |
| A             | 16 | Barcos          |     |         |
| A             | 20 | Luna            |     | 72'     |
| Substituição: |    |                 |     |         |
| M             | 10 | Lara            |     | 72' 95' |
| V             | 12 | Espinosa        |     | 92'     |
| A             | 19 | Salgueiro       |     | 95'     |
| Treinador:    |    |                 |     |         |
| Edgardo Bauza |    |                 |     |         |

| Recopa Sul-Americana 2010    |
| ---------------------------- |
| LDU Quito Campeã (2º título) |